# Donal Roche
Donal Roche (ur. 16 kwietnia 1958 w Drimnagh Road) – irlandzki duchowny katolicki, biskup pomocniczy Dublina od 2024.

## Życiorys
Święcenia kapłańskie otrzymał 22 czerwca 1986 i został inkardynowany do archidiecezji dublińskiej. Był m.in. nauczycielem w Coolock, diecezjalnym konsultantem katechetycznym oraz rejonowym wikariuszem biskupim. W 2021 został wikariuszem generalnym archidiecezji.
5 marca 2024 papież Franciszek mianował go biskupem pomocniczym archidiecezji dublińskiej, ze stolicą tytularną Cell Ausaille.
26 maja otrzymał święcenia biskupie w Kościele św. Andrzeja w Dublinie (Westland Row). Udzielił mu ich arcybiskup Dermot Farrell. 